# Charlie Bird

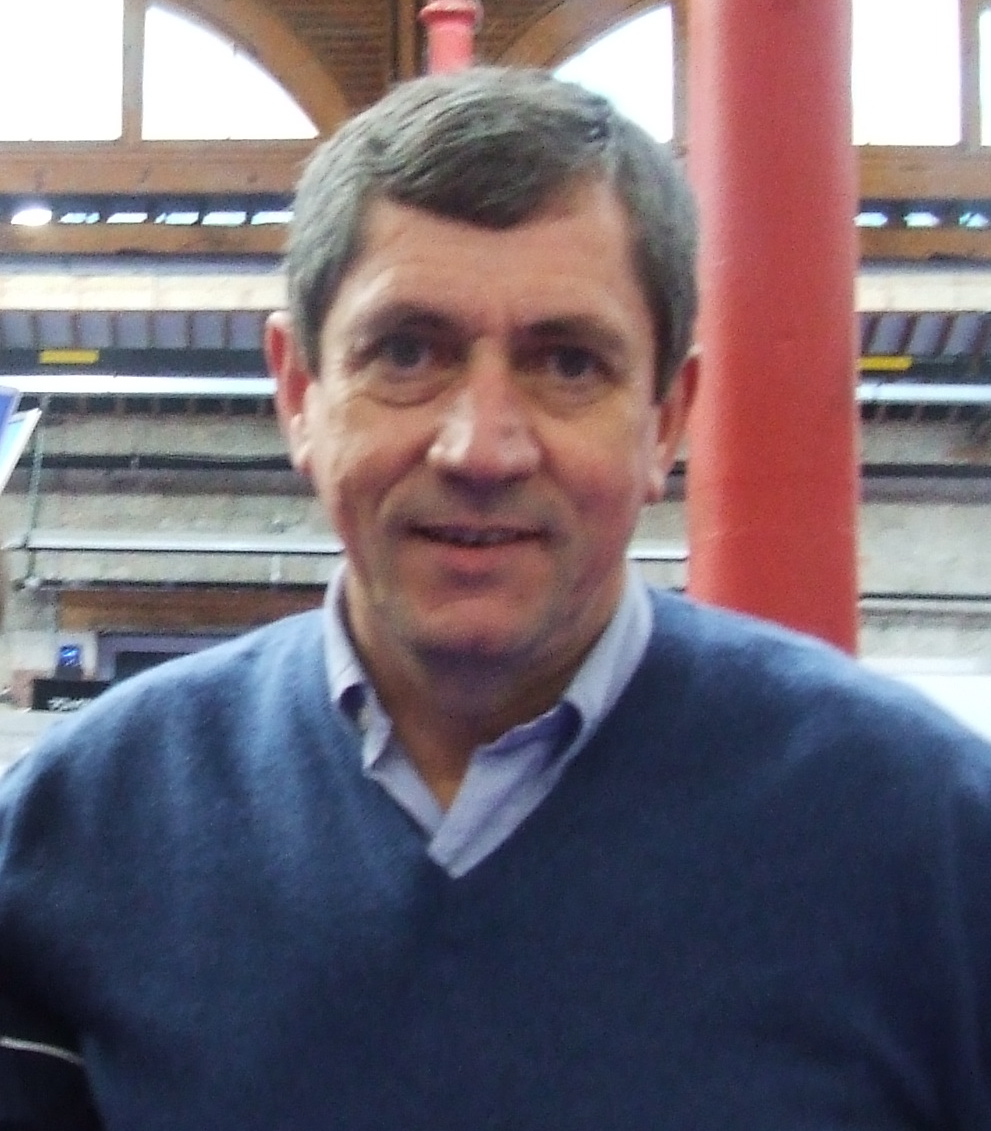
Charlie Bird in 2007

Charles Brown Bird (Sandymount (Dublin), 9 september 1949 – 11 maart 2024) was een Ierse journalist en presentator die bekendheid verwierf door zijn werk bij RTÉ (Raidió Teilifís Éireann), de Ierse publieke omroep.

## Loopbaan
Bird werd vooral bekend in de jaren negentig toen hij jarenlang het enige contactpunt was tussen RTÉ en de Provisional IRA. In deze rol was hij getuige van de wapenstilstand waaruit uiteindelijk het vredesproces ontstond. Op internationaal vlak bracht Bird verslag uit over de Golfoorlog. In 1990 was hij in Syrië tijdens de vrijlating van de gegijzelde schrijver Brian Keenan. Daarnaast berichtte hij onder andere over het uitbreken van de Somalische burgeroorlog begin jaren negentig en de Rwandese genocide in 1994.
Bird ontving in 2002 een eredoctoraat van University College Dublin.
Tot januari 2009 bekleedde Bird de functie van chef Correspondentie bij RTÉ News. Hoewel hij aanvankelijk de rol van correspondent in Washington op zich nam, keerde hij in juni 2010 voortijdig terug naar zijn eerdere functie in Ierland. Hij ging in augustus 2012 met pensioen bij RTÉ.
Charlie Bird overleed op 11 maart 2024 op 72-jarige leeftijd aan motorneuronziekte.